# Centrum Kultury Polskiej na Litwie im. Stanisława Moniuszki
Centrum Kultury Polskiej na Litwie im. Stanisława Moniuszki (lit. S. Moniuškos Lietuvos Lenkų Kultūros Centras) – instytucja założona w 1993 roku w Wilnie, zajmująca się promocją kultury polskiej. Na jej czele stoi prezes-dyrektor Apolonia Skakowska. 

## Historia i współczesność
Centrum Kultury Polskiej na Litwie im. Stanisława Moniuszki zostało powołane do życia w 1993 roku z inicjatywy 21 członków, reprezentowanych przez radę założycielską jako samodzielna organizacja społeczna o własnym statucie, instytucja kulturalna na Litwie, która (miała) sprawować pieczę nad kulturą na Litwie. Jej prezesem-dyrektorem została Apolonia Skakowska. Siedzibę centrum ulokowano pierwotnie przy ulicy Bazyliańskiej w Wilnie. 
Centrum organizuje festiwal „Pieśń znad Wilii”, festiwal im. Stanisława Moniuszki dla dzieci i młodzieży muzycznie uzdolnionych, konkurs „Rozśpiewane Przedszkole”, wieczory poetyckie, coroczną „Wigilię Polską w Wilnie”, kursy dyrygentów, a także Kaziuki Wileńskie. Organizacja ma w swoim dorobku tysiące imprez, w których udział wzięły miliony widzów, setki artystów i zespołów z terenu Polski. Organizuje aukcje „Pomóżmy sobie sami” na rzecz niepełnosprawnych, na rzecz polskich szkół podwileńskich na dokarmianie dzieci, w celu wspomożenia pogorzelców, powodzian. Organizowane są także wystawy tematyczne z okazji urodzin wielkich Polaków wespół z polskimi malarzami „Elipsa”, a także wycieczki śladami ważnych Polaków związanych z Wileńszczyzną oraz Dni Kultury Polskiej w miastach Polski i Litwy. 
W 2013 roku centrum liczyło 7 tys. członków, obejmując swym zasięgiem Wileńszczyznę i Kowieńszczyznę. W rozmowie z Justyną Giedroyć Apolonia Skakowska podsumowała swoją działalność w ten sposób: Centrum Kultury Polskiej (...) dokonało rzeczy niemożliwych. Kultura polska wyszła z podziemia i zasłynęła na scenach stołecznych. Dotychczas mieściła się w piwnicach, w salach sportowych bez sceny i w zdewastowanych szkołach. 
Centrum wręcza co roku statuetki im. Stanisława Moniuszki za najwyższe osiągnięcia dla polskiej kultury i oświaty, za pracę społeczną na rzecz Rzeczypospolitej Polskiej, za utwierdzenie i zachowanie polskich tradycji oraz tożsamości narodowej. W 2013 roku centrum nagrodzono w ramach konkursu „Vox Populi”, organizowanego przez Kapitułę Akademii „Mistrz Mowy Polskiej” w Warszawie.
Siedziba organizacji znajduje się w Domu Kultury Polskiej w Wilnie. 